# Panamerikanische Spiele 2011/Leichtathletik – Speerwurf der Männer

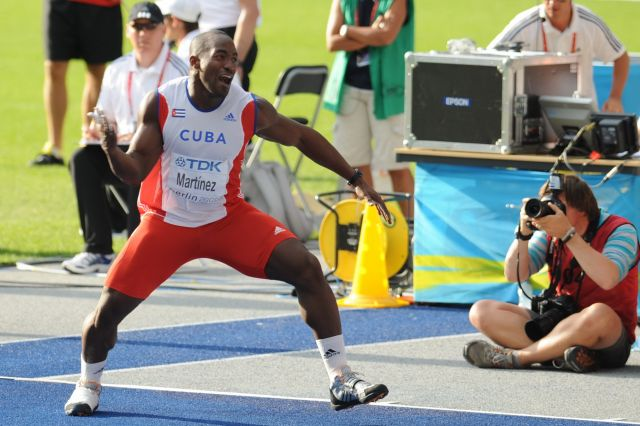
Der Sieger Guillermo Martínez (2009)

Der Speerwurf der Männer bei den Panamerikanischen Spielen 2011 fand am 28. Oktober 2011 im Telmex Athletics Stadium in Guadalajara statt.
15 Athleten aus zwölf Ländern nahmen an dem Wettbewerb teil. Die Goldmedaille gewann Guillermo Martínez mit 87,20, was auch ein neuer Rekord der Panamerikanischen Spiele war. Silber ging an Cyrus Hostetler mit 82,24 m und die Bronzemedaille sicherte sich Braian Toledo mit 79,53 m.

## Rekorde
Vor dem Wettbewerb galten folgende Rekorde:
| Weltrekord        | Jan Železný       | 98,48 m | Jena, Deutschland                                                 | 25. Mai 1996   |
| Rekord der Spiele | Emeterio González | 81,72 m | Panamerikanische Spiele in Santo Domingo, Dominikanische Republik | 6. August 2003 |

## Ergebnis
28. Oktober 2011, 17:30 Uhr
| Platz | Athlet                  | Land                     | 1. Versuch | 2. Versuch | 3. Versuch | 4. Versuch                               | 5. Versuch                               | 6. Versuch                               | Weite (m) |
| ----- | ----------------------- | ------------------------ | ---------- | ---------- | ---------- | ---------------------------------------- | ---------------------------------------- | ---------------------------------------- | --------- |
|       | Guillermo Martínez      | Kuba                     | 87,20      | x          | –          | –                                        | –                                        | –                                        | 87,20 PR  |
|       | Cyrus Hostetler         | Vereinigte Staaten       | 77,97      | x          | 75,24      | 79,20                                    | 77,17                                    | 82,24                                    | 82,24 SB  |
|       | Braian Toledo           | Argentinien              | 76,50      | 79,53      | 76,12      | x                                        | 73,54                                    | 76,71                                    | 79,53 PB  |
| 4     | Sean Furey              | Vereinigte Staaten       | 74,22      | 72,94      | 74,83      | x                                        | 77,05                                    | x                                        | 77,05     |
| 5     | Víctor Fatecha          | Paraguay                 | 73,02      | 76,92      | x          | 73,51                                    | 74,10                                    | x                                        | 76,92 SB  |
| 6     | Júlio César de Oliveira | Brasilien                | 75,61      | 76,24      | 73,74      | x                                        | 70,12                                    | 75,03                                    | 76,24     |
| 7     | Keshorn Walcott         | Trinidad und Tobago      | 72,92      | x          | 75,77      | 67,65                                    | –                                        | 70,08                                    | 75,77 PB  |
| 8     | Juan José Méndez        | Mexiko                   | 74,18      | x          | 66,50      | 69,39                                    | 68,68                                    | x                                        | 74,18     |
| 9     | Michel Miranda          | Kuba                     | 73,91      | x          | x          | nicht im Finale der besten acht Athleten | nicht im Finale der besten acht Athleten | nicht im Finale der besten acht Athleten | 73,91     |
| 10    | Arley Ibargüen          | Kolumbien                | 72,93      | x          | x          | nicht im Finale der besten acht Athleten | nicht im Finale der besten acht Athleten | nicht im Finale der besten acht Athleten | 72,93     |
| 11    | Felipe Ortiz            | Puerto Rico              | 67,93      | 67,71      | 63,23      | nicht im Finale der besten acht Athleten | nicht im Finale der besten acht Athleten | nicht im Finale der besten acht Athleten | 67,93     |
| 12    | José Lagunes            | Mexiko                   | 62,43      | 64,59      | 64,70      | nicht im Finale der besten acht Athleten | nicht im Finale der besten acht Athleten | nicht im Finale der besten acht Athleten | 64,70     |
| 13    | Justin Cummins          | Barbados                 | x          | 64,34      | 63,91      | nicht im Finale der besten acht Athleten | nicht im Finale der besten acht Athleten | nicht im Finale der besten acht Athleten | 64,34     |
| 14    | Omar Jones              | Britische Jungferninseln | 54,98      | 60,24      | x          | nicht im Finale der besten acht Athleten | nicht im Finale der besten acht Athleten | nicht im Finale der besten acht Athleten | 60,24     |
|       | Ignacio Guerra          | Chile                    | x          | x          | x          | nicht im Finale der besten acht Athleten | nicht im Finale der besten acht Athleten | nicht im Finale der besten acht Athleten | NM        |

Zeichenerklärung:
– = Versuch ausgelassen, x = Fehlversuch